# Мезинецкий сельсовет
Мезинецкий сельсове́т — сельское поселение в Староюрьевском районе Тамбовской области.
Административный центр — село Мезинец.

## Население
| 2010 | 2012 | 2013 | 2014 | 2015 | 2016 | 2017 |
| ---- | ---- | ---- | ---- | ---- | ---- | ---- |
| 617  | ↘595 | ↘587 | ↘546 | ↘535 | ↘514 | ↘503 |
| 2018 | 2019 | 2020 | 2021 |      |      |      |
| ↘471 | ↘445 | ↘432 | ↘421 |      |      |      |

## Состав поселения
| № | Населённый пункт | Тип населённого пункта       | Население |
| - | ---------------- | ---------------------------- | --------- |
| 1 | Мезинец          | село, административный центр | 613       |
| 2 | Новоникольское   | село                         | 4         |